# 이고르 호로셰프
이고르 페트로비치 호로셰프(러시아어: Игорь Петрович Хорошев, 1965년 7월 14일 ~ )는 1997년부터 2000년까지 프로그레시브 록 밴드 예스의 멤버로 가장 잘 알려진 러시아의 키보디스트, 작곡가, 그리고 프로듀서이다.

## 생애
호로셰프는 1965년 7월 14일 러시아 모스크바에서 태어났다. 그는 다섯 살 때 피아노 레슨을 시작했지만 나이가 들면서 록 음악에 관심을 갖게 되었고, 그의 부모님은 암시장에서 예스, 제네시스, 킹 크림슨의 음반을 사주도록 했다. 호로셰프는 예스의 《Relayer》 (1974년)를 들었던 것을 회상하며 키보디스트 패트릭 모라즈를 음악적 영웅으로 여겼다.  호로셰프는 또한 클래식 음악에 관심이 있었고, 작곡과 관현악 전공으로 대학을 졸업했다. 호로셰프가 26살이었을 때, 그는 러시아에서 미국으로 이주했고, 그가 메사추세츠주 보스턴에 정착하기 전에 처음에는 뉴욕으로 이주했다. 그는 그곳의 음악계에서 더 카스의 벤저민 오어를 포함한 다양한 음악가들과 함께 일하면서 활동하게 되었다.

## 음반 목록

### 예스
- Open Your Eyes (1997년)
- The Ladder (1999년)
- House of Yes: Live from House of Blues (2000년)